# Число Коши
Число Коши (Ca) — критерий подобия в механике сплошных сред, выражающий отношение кинетической энергии к энергии сжатия среды. Его используют при изучении колебаний упругих тел и течения упругих жидкостей. Число Коши выражается следующим образом:
{\displaystyle \mathrm {Ca} ={\frac {\rho v^{2}}{K}}},
где
- {\displaystyle \rho } — плотность среды;
- {\displaystyle v} — скорость;
- {\displaystyle K} — модуль всестороннего сжатия.

В отечественной литературе число Коши определяется со знаком корня:
{\displaystyle \mathrm {Ca} ^{*}=v{\sqrt {\frac {\rho }{K}}}}.
Статический аналог числа Коши называется числом Гука.

## Частное определение
Для изотропных тел модуль всестороннего сжатия прямо пропорционален оказываемому давлению {\displaystyle p} (закон Гука):
{\displaystyle K=\gamma p}.
Для идеального газа:
{\displaystyle K=\gamma p=\gamma \rho RT=\,\rho a^{2}}.
В этом случае число Коши равно квадрату числа Маха:
{\displaystyle \mathrm {Ca} ={\frac {v^{2}}{a^{2}}}=\mathrm {M} ^{2}}.
Этот критерий подобия назван в честь французского математика Огюстена Коши.